# Quadrant-Amroq Beverages
Quadrant-Amroq Beverages (QAB) este o companie producătoare de băuturi răcoritoare din România.
QAB este îmbuteliatorul și distribuitorul Pepsi (din 1992), Prigat (din 1994), Lipton Ice Tea, Kick și al apei minerale Perla în România și Republica Moldova.
Compania deține o fabrică de sucuri la Covasna și una la București. QAB mai are o fabrică pentru producția de doze metalice în Caransebeș și o fabrică pentru apele minerale Perla la Sâncrăieni.
În iulie 2006, PepsiCo a preluat controlul companiei pentru suma de 98 de milioane de dolari (80 milioane euro).
Număr de angajați în 2003: 930
Cifra de afaceri:
| Anul          | 2005 | 2003   | 2002     | 2001   |
| ------------- | ---- | ------ | -------- | ------ |
| milioane euro | 128  | 74 ($) | 50,9 ($) | 38 ($) |